# Corythaixoides leucogaster
Il turaco ventrebianco (Corythaixoides leucogaster Rüppell, 1842) è un uccello della famiglia Musophagidae.

## Sistematica
Corythaixoides leucogaster non ha sottospecie, è monotipico.

## Distribuzione e habitat
Questo uccello vive nell'Africa orientale, dal Sudan alla Tanzania.